# گروه اکتشافی بلژیکی سرزمین جنوبگان

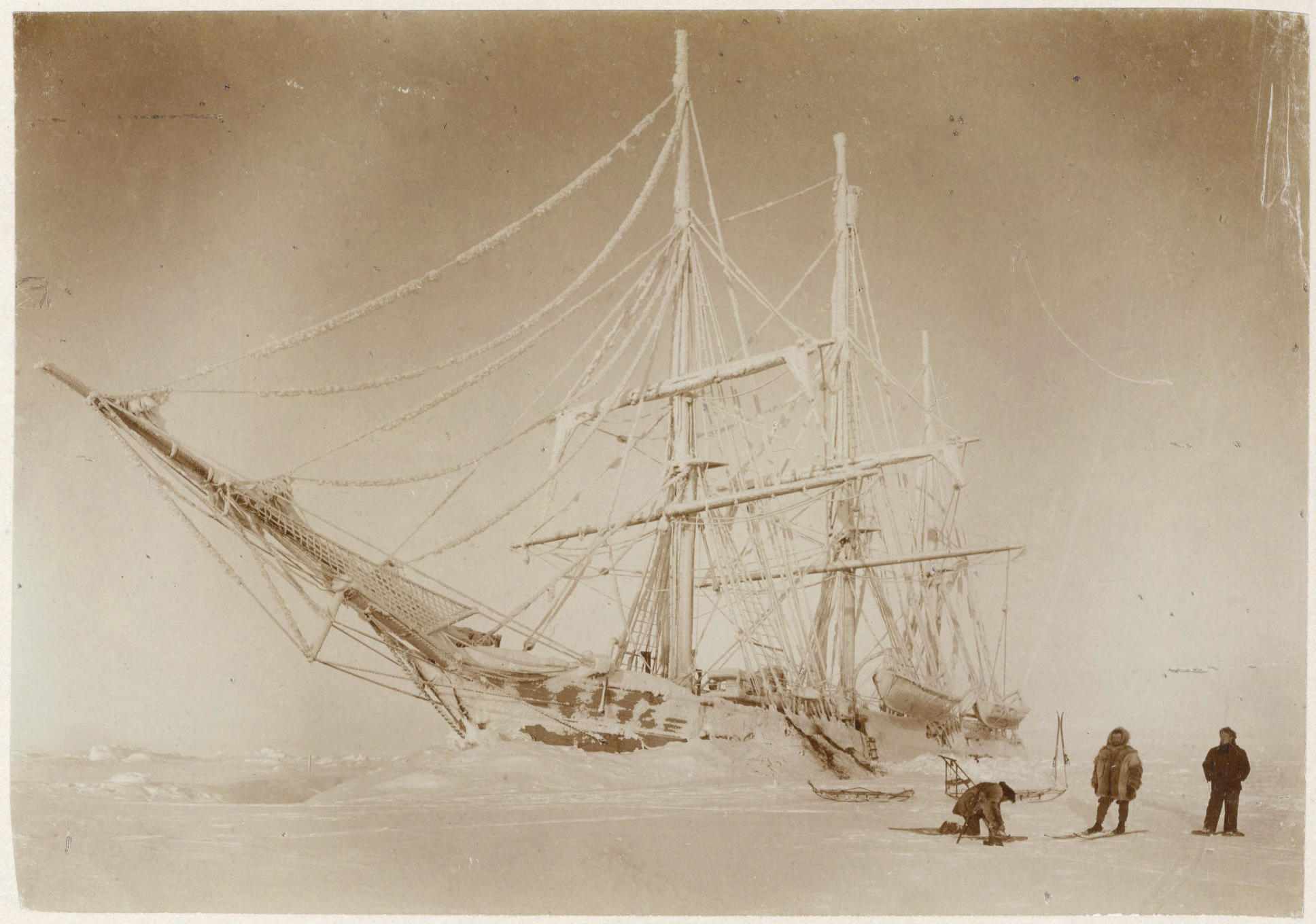
آر.وی بلژیکا در سال ۱۸۹۸ در حالی که در یخ‌های قطبی، محبوس افتاده است

گروه اکتشافی بلژیکی سرزمین جنوبگان (انگلیسی: Belgian Antarctic Expedition) یک گروه اکتشافی اعزامی به قطب جنوب بود که میان سال‌های ۱۸۹۷ تا ۱۸۹۹ اولین سفر زمستانی به منطقهٔ قطب جنوب را به کمک کشتی آر.وی بلژیکا انجام داد.